# Svračci
Svračci (lat. Laniidae) su porodica ptica reda Passeriformes. Sastoji se od 33 vrste unutar 4 roda. Latinski naziv porodice a i najvećeg roda Lanius potiče od latinskog naziva za riječ mesar.

## Rasprostranjenost
Većina svračaka nastanjuje Euroaziju i Afriku, sa samo dvije vrste koje žive u Sjevernoj Americi (svračak rašljar i veliki svračak). Ne nastanjuju Južnu Ameriku i Australiju, iako jedna vrsta dopire i do Nove Gvineje. Postoje velike razlike u rasprostranjenosti kod svračaka: veliki svračak nastanjuje cijelu sjevernu polutku dok je Newtonov svračak ograničen na otok São Tomé.
Nastanjuju otvorena staništa, posebno stepe i savanu. Nekoliko vrsta živi u šumama. Neke se ljeti razmnožavaju na sjeveru i zimi se sele na jug.
Jedina ugrožena vrsta je Newtonov svračak koji je kritično ugrožen.

## Opis
Svračci imaju snažan, više ili manje oštar kljun koji nalikuje onom kod ptica grabljivica. To su ptice srednje veličine od 15 do 30 cm duge i 20-100 g teške. Noge i stopala su snažne, a pandže su im oštre. Dosta vrsta ima dug rep, a kod vrste Corvinella melanoleuca može biti dug do 30 cm. Perje je obično crno, bijelo, sivo i smeđe, ali ima vrsta s upadljivim bojama. Mužjaci i ženke su slični ili skoro slični jedni drugima osim kod vrlo malog broja vrsta.
Ishrana svračaka se sastoji uglavnom od kukaca i drugih beskralježnjaka, a neke vrste jedu i malene kralježnjake. Poznati su po svojoj navici nabadanja plijena na trnje ili bodljikavu žicu. Hranu često ostavljaju nepojedenu na trnju i tako stvaraju svoju zimnicu i tu hranu pojedu kada dođe razdoblje u kojem je nema dovoljno. Veće vrste nabadaju kralježnjake i komadaju ih kljunom jer ih ne mogu pridržavati pandžama (za razliku od ptica grabljivica). Zabilježeno je i da svračak rašljar nejestive skakavce nabada na trnje i ostavih ih nabodene nekoliko dana dok nivo otrova u njihovim tijelima ne opadne.
Oglašavaju se ćurlikanjem uz dosta mimikrije i promuklim i neskladnim kliktajima.

## Razmnožavanje
Svračci su uglavnom monogamni, iako je monogamija zabilježena kod nekih vrsta. Kooperativno razmnožavanje, gdje mlađe ptice pomažu roditeljima u podizanje sljedećeg legla, je zabilježeno kod vrsta rodova Eurocephalus i Corvinella, kao i kod jedne vrste roda Lanius. Mužjaci privlače ženke na svoj teritorij dobro opskrbljenim zimnicama. Tokom udvaranja mužjak izvodi ples i hrani ženku. Par gradi gnijezdo na drvetu ili žbunu. Ženka nese 4-7 jaja s raznim smeđim šarama. Inkubacja traje 12-15 dana, a ptići u gnijezdu ostaju 12-20 dana.

## Rodovi i vrste
Rod Lanius
- Lanius bucephalus Temminck & Schlegel, 1845.
- Lanius cabanisi Hartert, 1906.
- Lanius collaris Linnaeus, 1766.
- Lanius collurio Linnaeus, 1758. (Rusi svračak)
- Lanius collurioides Lesson, 1831.
- Lanius cristatus Linnaeus, 1758.
- Lanius dorsalis Cabanis, 1878.
- Lanius excubitor Linnaeus, 1758. (Veliki svračak)
- Lanius excubitoroides Prevost & Des Murs, 1847.
- Lanius gubernator Hartlaub, 1882.
- Lanius humeralis Stanley, 1814.
- Lanius isabellinus Hemprich & Ehrenberg, 1833.
- Lanius ludovicianus Linnaeus, 1766.
- Lanius mackinnoni Sharpe, 1891.
- Lanius meridionalis Temminck, 1820.
- Lanius minor Gmelin, 1788. (Sivi svračak)
- Lanius newtoni Bocage, 1891.
- Lanius nubicus Lichtenstein, 1823.
- Lanius pallidirostris Cassin, 1851.
- Lanius phoenicuroides (Schalow, 1875.)
- Lanius schach Linnaeus, 1758.
- Lanius senator Linnaeus, 1758. (Riđoglavi svračak)
- Lanius somalicus Hartlaub & Heuglin, 1859.
- Lanius souzae Bocage, 1878.
- Lanius sphenocercus Cabanis, 1873.
- Lanius tephronotus (Vigors, 1831.)
- Lanius tigrinus Drapiez, 1828.
- Lanius validirostris Ogilvie-Grant, 1894.
- Lanius vittatus Valenciennes, 1826.

Rod Corvinella
- Corvinella corvina (Shaw, 1809.)

Rod Eurocephalus
- Eurocephalus anguitimens A. Smith, 1836.
- Eurocephalus rueppelli Bonaparte, 1853.

Rod  Urolestes
- Urolestes melanoleucus (Jardine, 1831.)

## Drugi projekti
|  | Zajednički poslužitelj ima još gradiva o temi Laniidae |
|  | Wikivrste imaju podatke o taksonu Laniidae             |